# Erwan Le Duc
Pour les articles homonymes, voir Le Duc.
Erwan Le Duc, né le 27 avril 1977 aux Lilas (France), est un réalisateur et scénariste français.

## Biographie
Erwan Le Duc est né le 27 avril 1977 aux Lilas. Sa mère est originaire de Saulxures-sur-Moselotte dans le département des Vosges.
Il déclare avoir été, à l’âge de douze ans, « embarqué par l’énergie, les couleurs, la liberté du film » Pierrot le fou de Jean-Luc Godard.
Lorsqu’il a entre douze et seize ans, sa famille et lui-même vivent à Londres. À ses seize ans, ils reviennent à Paris. Il commence alors à réaliser de petits films avec son frère, sa sœur et des amis avec les « caméras vidéo 8 de l’époque », sans toutefois avoir de projet de carrière dans le cinéma.

### Études
Erwan Le Duc fait ses études à Sciences Po puis suit un DESS de management culturel à Paris.
Il ne fait pas d’études de cinéma, mais « apprend sur le terrain, en fabriquant ses films ».

### Carrière professionnelle hors cinéma
À partir de 2002, il travaille comme pigiste au sein de la rédaction du Monde.fr. Puis dans la continuité de ses études, il s'engage en 2003 comme chargé de mission du Ministère des Affaires étrangères à l’ambassade de France au Yémen, puis en 2005 au Ministère de la Culture à la Direction de l’Architecture.
En 2006, après avoir démissionné de sa mission au ministère de la Culture, il reprend sa collaboration avec le site du journal Le Monde, tout en écrivant en parallèle ses premiers scénarios.
En 2009, il devient chef du service des sports du journal Le Monde où il travaille encore en 2019 après un congé sabbatique pendant le tournage de Perdrix.

### Carrière cinématographique
Erwan Le Duc commence sa carrière cinématographique en 2009, à 32 ans, en tant que co-auteur de la série Diplomatik Park. Entre 2011 et 2015, il réalise quatre courts métrages : Le Commissaire Perdrix ne fait pas le voyage pour rien, Miaou Miaou fourrure, Le Soldat Vierge et Jamais Jamais.
En 2012, il coécrit le scénario du film Round Trip du réalisateur syrien Meyar Al Roumi. La même année, son court métrage Le Commissaire Perdrix ne fait pas le voyage pour rien lui permet d’être repéré par Élisabeth Depardieu, directrice artistique de la résidence Émergence, organisme consacré au cinéma qui aide de jeunes réalisateurs à développer leur projet de premier long métrage. Sans projet concret, il écrit « frénétiquement » un scénario de Perdrix en quinze jours, qui est sélectionné en 2013 par le jury d’Émergence, ce qui lui permet de suivre cet atelier six mois plus tard. Confronté à des avis de personnalités internationales du cinéma au sein d’Émergence, il peaufine peu à peu son projet de film.
Après la sélection de son court Le Soldat Vierge à la Semaine de la critique, durant le Festival de Cannes 2016, il participe à l’atelier d'accompagnement vers le premier long métrage Next step,, organisé par cette même section cannoise.
En 2018, il réalise son premier long métrage Perdrix qui est « accueilli chaleureusement pour sa première mondiale ». Le film est présenté à la Quinzaine des Réalisateurs durant le Festival de Cannes en mai 2019, où il concourt pour la Caméra d’or.

### Attachement aux Vosges
Pour le tournage du film Perdrix, Erwan Le Duc choisit de tourner le film intégralement dans les Vosges. En effet, « il n'a pas oublié les vacances de son enfance, plusieurs fois par an, dans la maison familiale, chez sa grand-mère » à Saulxures-sur-Moselotte, lieu de naissance de sa mère : pour lui, « tourner dans les Vosges [était] une évidence ». Il parvient pour cela à trouver trois partenariats financiers auprès des collectivités lorraines, de la région Grand Est, du département des Vosges et de la communauté d'agglomération d'Épinal, pour un total s’élevant à environ 10 % du budget total du film.

## Filmographie

### Télévision
- 2009 : Diplomatik Park (série), coscénariste avec Christophe Régin
- 2023 : Sous contrôle (série), réalisateur
- 2024 : Le Monde n’existe pas (série adaptée du roman de Fabrice Humbert), coscénariste avec Mariette Désert et réalisateur

### Courts métrages
- 2011 : Le Commissaire Perdrix ne fait pas le voyage pour rien
- 2013 : Jamais Jamais (un des quatre courts métrages de l’ensemble Ex Æquo, coréalisé avec Eléonor Gilbert, Fabrice Luang-Vija, Claire Burger et Marie Amachoukeli)
- 2015 : Miaou Miaou fourrure
- 2016 : Le Soldat vierge

### Longs métrages
- 2012 : Round Trip de Meyar Al Roumi (scénariste)
- 2019 : Perdrix (réalisateur)
- 2023 : La Fille de son père (réalisateur)

## Nominations
- 2013 : Jamais Jamais est sélectionné en compétition officielle au Festival du film de Vendôme
- 2016 : Le Soldat vierge est sélectionné à la Semaine de la critique du Festival de Cannes
- 2019 : Perdrix est sélectionne à la Quinzaine des réalisateurs durant le Festival de Cannes
- 2023 : La Fille de son père est sélectionné en clôture de la Semaine de la critique durant le Festival de Cannes